# 1 Batalion Logistyczny
1 batalion logistyczny „Ziemi Nakielskiej” – jednostka wchodzącą w skład 1 Pomorskiej Brygady Logistycznej im. Króla Kazimierza Wielkiego w Bydgoszczy.
Jest jednym z pierwszych batalionów w brygadzie oraz w Wojsku Polskim, który zaraz po utworzeniu osiągnął pełen stopień uzawodowienia.

## Zadania
- organizowanie zabezpieczenia logistycznego dla sił wydzielonych do zwalczania klęsk żywiołowych i katastrof;
- zabezpieczanie logistyczne jednostek wydzielonych do działania poza granicami kraju, w tym zapewnienia rotacji pododdziałów logistycznych;
- realizacja zadań związanych z bieżącą obsługą wojsk stacjonujących na obszarze odpowiedzialności.
- realizacja zadań transportowych w zakresie przewozu środków zaopatrzenia materiałowego z Rejonowych Baz Materiałowych;
- wspieranie wojsk operacyjnych w czasie zagrożenia, kryzysu i wojny zgodnie z planem operacyjnym.

## Tradycje
- Decyzją Nr 89/MON z 7 kwietnia 2005 nadano nazwę wyróżniającą „Ziemi Nakielskiej”[2];
- Decyzją Nr 120/MON/PSSS z dnia 27 kwietnia 2005 wprowadzono odznakę pamiątkową[4].
- Decyzją Nr 158/MON z dnia 19 maja 2005 ustanowiono doroczne Święto 1 batalionu[3].
- 1 kwietnia 2011 podczas posiedzenia Komitetu Ochrony Pamięci Walk i Męczeństwa województwa kujawsko-pomorskiego batalion został odznaczony złotym Medalem Opiekuna Miejsc Pamięci Narodowej[5].
- 21 maja 2005 roku batalion otrzymał sztandar ufundowany przez starostwo w Nakle nad Notecią[6].
- Decyzją Nr 487/MONz dnia 16 grudnia 2011 wprowadzono oznakę rozpoznawczą batalionu[1].

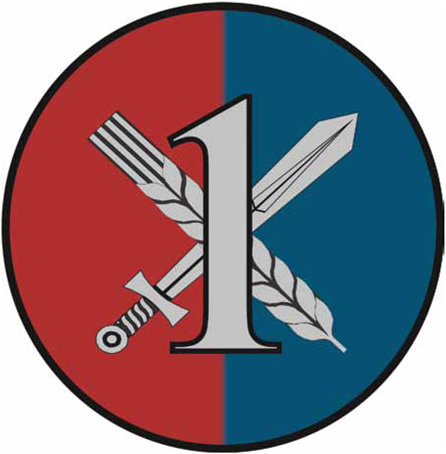
Oznaka rozpoznawcza na mundur wyjściowy
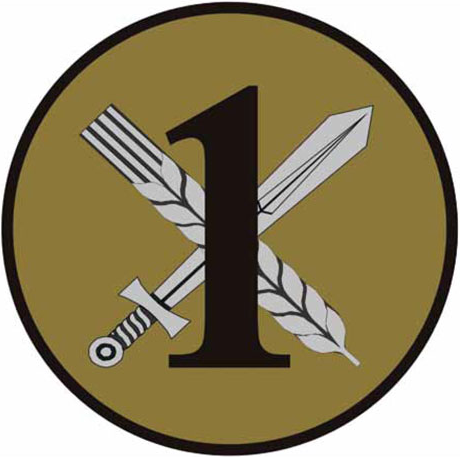
Oznaka rozpoznawcza na mundur polowy

## Dowódcy
- ppłk Jerzy Przepióra (2004 – 30 czerwca 2007)
- ppłk Krzysztof Tokarczyk (1 lipca 2007 – 27 czerwca 2008)
- ppłk Piotr Kónikowski (28 czerwca 2008 – 31 marca 2011)
- ppłk Piotr Lewandowski (1 kwietnia 2011 – 23 sierpnia 2015)
- p.o. mjr Paweł Lech (24 sierpnia 2015 – 16 listopada 2015)
- ppłk Andrzej Kondrat (17 listopada 2015 – 28 września 2018).
- ppłk Tomasz Krzeszewski (11 października 2018 – 26 marca 2021)
- cz. p.o. mjr Mariusz Rybski (26 marca 2021 – 17 maja 2021)
- ppłk Marcin Urbański (17 maja 2021 – 12 listopada 2024)
- ppłk Artur Mróz (12 listopada 2024 - obecnie)